# Rosalba Ciarlini
Rosalba Ciarlini Rosado (née à Mossoró le 26 octobre 1952) est une femme médecin et femme politique brésilienne, affiliée au Parti progressiste. Elle a été la 54e gouverneure du Rio Grande do Norte, sénatrice fédérale et maire de Mossoró pendant quatre mandats.

## Biographie
Rosalba Ciarlini Rosado est née à Mossoró, dans le Rio Grande do Norte, le 26 octobre 1952. Elle est d'origine italienne, étant la petite-fille de l'italien Pierluigi ("Pedro") Ciarlini, l'un des précurseurs de la pratique du football dans le Rio Grande do Norte et qui a donné son nom à un des complexes sportifs de Mossoró.

### Carrière de médecin

#### Formation académique
À l'âge de 12 ans, elle passe le concours d'entrée au lycée de Fortaleza, au moment du coup d'État militaire de 1964,. Elle est diplômée en médecine avec une spécialité en pédiatrie à l'Université fédérale de Rio Grande do Norte, après avoir suivi les trois premières années à l'Université fédérale de Paraíba (UFPB), où elle a passé l'examen d'entrée, en 1971.

#### Postes de direction
En tant que médecin, elle occupe divers postes administratifs. Elle est successivement directrice de la Communauté de Santé de Mossoró[réf. nécessaire], directrice de l'Hôpital Régional Tarcísio Maia ; fondatrice de l'antenne Unimed de Mossoró et première femme présidente de la Coopérative au Brésil de 1980 et 1985[réf. nécessaire].

## Carrière politique

### Maire de Mossoró

#### Premier, deuxième et troisième mandat
Née à Mossoró, Rosalba Ciarlini a été élue première maire de la ville, gouvernant la municipalité pendant trois mandats. Elle commence sa carrière politique en 1988 lorsqu'elle est élue, pour la première fois, à l'époque par le PDT, l'emportant avec soit 49,7 %, à la majorité relative. Elle sera de nouveau élue maire en 1996, puis en 2000.

#### Candidature au poste de vice-gouverneur du Rio Grande do Norte
En 1994, elle se présente comme vice-gouverneure, pour le PFL, sur la liste conduite par Lavoisier Maia (pt), battue au premier tour par Garibaldi Alves Filho.

#### Popularité et taux d'approbation
Pendant son gouvernement, la ville était considérée comme la 27e meilleure ville du Brésil pour vivre et faire carrière, en plus d'avoir le 13e meilleur réseau de santé publique du pays. Après 12 ans de mandat, elle quitte la mairie avec 96 % d'avis positifs.

#### Quatrième mandat

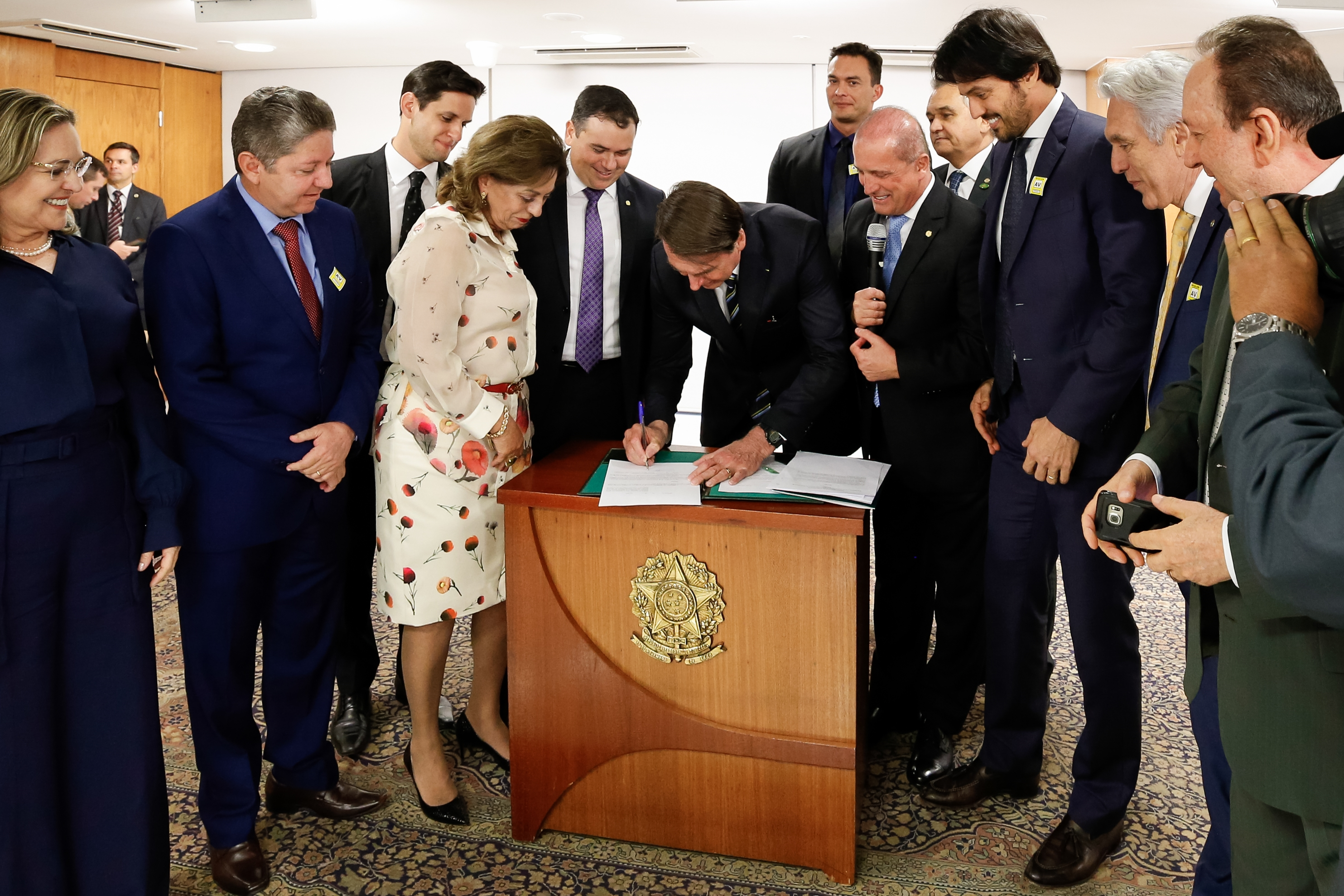
La maire Rosalba Ciarlini en train de signer le règlement des activités des salins, en juin 2019.

Rosalba Ciarlini est candidate à la mairie de Mossoró, pour le Parti progressiste, aux élections de 2016,,. Le ticket dirigé par Rosalba a le soutien du PDT du maire de Natal, Carlos Eduardo Alves et de l'ancienne gouverneure Wilma de Faria. Son principal rival était l'homme d'affaires Tião Couto, du PSDB. Rosalba remporte l'élection avec 51,12 % des suffrages . En 2020, elle se représente aux élections municipale, aux côtés d'un ancien rival Jorge do Rosário en tant que premier adjoint. Elle n'a obtenu 42,96 % des suffrages exprimés et est battue par le jeune syndicaliste Allyson Bezerra (de Solidariedade) qui recueille, quant à lui, 47,52 % des suffrages.

### Sénateur

#### Action au Sénat
En 2006, elle arrive au Parlement en tant que première femme sénatrice du Rio Grande do Norte, après une campagne électorale serrée contre le sénateur de l'époque, Fernando Bezerra. Au cours des 4 années de son mandat, elle a présenté une soixantaine de propositions de lois. En 2009, elle a assumé la présidence de la Commission des affaires sociales, et examiné 200 projets.

### Gouverneur du Rio Grande do Norte
Lors des élections d'État du Rio Grande do Norte en 2010, elle a été élue gouverneur de cet État au 1er tour avec 52,46 % des suffrages. En 2014, suite la décision de son parti de soutenir le candidat du PMDB Henrique Eduardo Alves pour le poste de gouverneur de l'État, elle n'est pas investie comme candidate. En l'absence de possibilité de réélection, Rosalba Ciarlini a quitté le Parti Démocrate à la fin de son mandat.

## Vie privée
Elle est mariée à Carlos Augusto Rosado, ancien député et fils de l'ancien gouverneur Jerônimo Dix-Sept Rosado Maia dont elle a quatre enfants. Sa sœur, Ruth Ciarlini, était députée d'état et adjointe au maire de Mossoró.